# Dura lex
Dura lex è un giallo storico scritto da Danila Comastri Montanari pubblicato nel 2009, è la quindicesima indagine della serie del senatore Publio Aurelio Stazio. Le vicende si svolgono a Roma nel 47 d.C.

## Trama
Due famiglie dell'aristocrazia romana sono colpite dalla misteriosa morte in culla dei piccoli eredi: Flavia Flora della gens Bulba sospetta che il figlio Sempronino Floriano sia stato assassinato in fasce da Bulbillo, figlio di primo letto del marito, mentre Dalmatica, cognata di Gaio Glabro della domus Gavilii Barbati, perde invece il figlioletto Postumo, erede dei facoltosi nonni, morto mentre la madre si trovava a una festa nella domus dei Servilii, sui Quirinale. Proprio durante quella festa Publio Aurelio Stazio rincontra dopo diversi anni una sua vecchia fiamma, Urania Primigenia; approfittando dell'influenza che ancora ha sull'amico di un tempo, questa gli chiede di fare da "figura di riferimento" allo smidollato nipote Bulbillo.
Ben presto Publio Aurelio si trova coinvolto in una nuova indagine, perché sospetta che la morte di Postumo non sia accidentale: riesce inoltre a raccogliere testimonianze su un legame tra le morti di Sempronino Floriano e di Postumo, oltre a quella di un terzo bambino, Appio Accio, della cui morte è accusata la nutrice Isaura. Quest'ultima è difesa in tribunale da Statilia Vespilla, avvocatessa idealista e determinata che però non può esercitare nel foro a causa delle leggi restrittive nei confronti delle donne, e dunque Publio Aurelio si offre di aiutarla con il proprio patrocinio legale.
La morte dei tre neonati fa pensare a un unico colpevole e un'unica soluzione, ma diverse vicende intervengono a complicare le indagini di Aurelio: a causa di un diverbio con l'amica Pomponia, egli non può avvalersi della sua collaborazione, mentre l'intera familia di schiavi entra in sciopero e abbandona Aurelio, e anche il suo collega Lentulo è intenzionato ad espellerlo dalla Curia.
Sullo sfondo delle intricate vicende, la forza delle superstizioni popolari, il tradizionale conservatorismo e la disonestà dei senatori e il femminismo ante litteram di Statilia.

## Personaggi
- Publio Aurelio Stazio: senatore consolare di Roma
- Castore: il suo segretario
- Paride: intendente di Aurelio
- Pomponia: ricca matrona e amica di Publio Aurelio
- Mummio Vero: vigile notturno
- Bulbo Sempronino Floriano: morto in culla
- Bulbo Sempronino Sr: suo padre
- Flavia Flora: sua madre
- Bulbo Sempronino Gratiano (Bulbillo): suo fratellastro
- Urania Primigenia: nonna materna di Bulbillo
- Gavilio Barbato Postumo: morto in culla
- Cecilia Longina Dalmatica: sua madre
- Gavilia Barbata: sua zia
- Gaio Glabrio: marito di Gavilia
- Pirippe: nutrice
- Elettra: liberta di Dalmatica
- Appio Accio Jr: morto in culla
- Appio Accio Sr: suo padre
- Isaura: popolana accusata di infanticidio
- Statilia Vespilla: avvocatessa
- Vespillo: prozio di Statilia
- Cilo (Riccioli d'oro): giovane avvocato
- Lentulo: padre coscritto
- Tito Torquato Tricipitino il Balearico: padre coscritto
- Mamerco: figlio bambino del Balearico
- Burzio ed Equino: clientes del Balearico
- Norico, Simmaco e Medullino: colleghi del Balearico
- Simmaca e Medullina: matrone disinvolte
- Strutto: energumeno della Suburra
- Megellio: allenatore
- Zopira: levatrice

## Edizioni
- Danila Comastri Montanari, Dura lex, Hobby & Work, 12 novembre 2009,  p. 314, ISBN 978-8878518612.

- Danila Comastri Montanari, Dura lex, Oscar Gialli, Mondadori, 22 novembre 2016,  p. 247, ISBN 978-8804665496.